# Eduard Werner (Historiker)
Eduard Werner (* 1933 in der Oberpfalz) ist ein deutscher Historiker und Autor.

## Leben
Werner studierte ab 1957 Germanistik, Geschichte und Geographie in München. Ab 1963 forschte er am Institut für Zeitgeschichte in München, wo er 1964 mit einer Dissertation über die Personendarstellung in der Geschichtsschreibung im Hochmittelalter zum Doktor der Philosophie promoviert wurde. 1964 trat er in den Dienst des Goethe-Instituts ein, für das er in München, London, Boston, Madrid und Prag tätig war. Er hatte zudem Gastdozenturen an amerikanischen Universitäten inne.
Seit seinem Eintritt in den Ruhestand 1997 ist Werner als ehrenamtlicher Redakteur der konservativen katholischen Monatszeitschrift Der Fels tätig. Er ist Gründungsmitglied des Forums Deutscher Katholiken und war von 2000 bis 2009 Vorsitzender des Initiativkreises katholischer Laien und Priester im Bistum Augsburg.
Werner ist verheiratet und lebt in Andechs-Erling.

## Positionen
Werner kritisierte im Jahr 2000 den Ausschluss der traditionalistischen Katholischen Pfadfinderschaft Europas vom Katholikentag.
2018 bezeichnete Werner das Schauspiel Der Stellvertreter von Rolf Hochhuth als eine „der größten Fälschungen der Weltgeschichte“.

## Auszeichnungen
- 2020: August-Benninghaus-Preis[6]

## Werke
- Historische Objektivität oder Geschichtsklitterung: Das NS-Dokumentationszentrum in München auf dem Prüfstand, Landsberg, 2016.
- Helden und Heilige in Diktaturen, Media Maria Verlag, Illertissen, 2017.